# 达阆高速公路
达阆高速公路是四川省的一条省级高速公路，连接四川省达州市与阆中市。其中达州－营山段又称达营高速公路、营达高速公路，起于南充市营山县境内的银昆高速公路新店互通，途经营山县、达州市渠县和达川区，止于包茂高速公路石板互通，全长97.936公里，路基宽度24.5米，采用四车道高速公路技术标准，设计时速80公里，建设工期4年，于2014年12月23日开工。营山－阆中段又称营仪阆高速公路，起于营山县，经仪陇、南部，止于阆中市，与兰海高速公路相接，目前仍在计划中。